# Belgiens Grand Prix 2024
Belgiens Grand Prix 2024, officiellt Formula 1 Rolex Belgian Grand Prix 2024, var ett Formel 1-lopp som kördes den 28 juli 2024 på Circuit de Spa-Francorchamps i Spa i Belgien. Loppet var det fjortonde loppet ingående i Formel 1-säsongen 2024 och kördes över 44 varv.

## Ställning i mästerskapet före loppet
| Pos. | Förare            | Poäng |
| ---- | ----------------- | ----- |
| 1 ▬  | Max Verstappen    | 265   |
| 2 ▬  | Lando Norris      | 189   |
| 3 ▬  | Charles Leclerc   | 162   |
| 4 ▬  | Carlos Sainz, Jr. | 154   |
| 5 ▬  | Oscar Piastri     | 149   |

| Pos. | Konstruktör           | Poäng |
| ---- | --------------------- | ----- |
| 1 ▬  | Red Bull              | 389   |
| 2 ▬  | McLaren-Mercedes      | 338   |
| 3 ▬  | Ferrari               | 322   |
| 4 ▬  | Mercedes              | 241   |
| 5 ▬  | Aston Martin-Mercedes | 69    |

- Notering: Endast de fem bästa placeringarna i vardera mästerskap finns med på listorna.

## Kvalet
Kvalet kördes den 27 juli 2024, klockan 16:00 lokal tid (UTC+2).
Max Verstappen var snabbast i kvalet, men tvingades starta loppet från den eflte startrutan efter en motorbestraffning.
| Pos.                     | Nr. | Förare           | Konstruktör                  | Kvaltider | Kvaltider | Kvaltider | Start- grid |
| Pos.                     | Nr. | Förare           | Konstruktör                  | Q1        | Q2        | Q3        | Start- grid |
| ------------------------ | --- | ---------------- | ---------------------------- | --------- | --------- | --------- | ----------- |
| 1                        | 1   | Max Verstappen   | Red Bull Racing-Honda RBPT   | 1:54.938  | 1:53.837  | 1:53.159  | 111         |
| 2                        | 16  | Charles Leclerc  | Ferrari                      | 1:55.349  | 1:54.193  | 1:53.754  | 1           |
| 3                        | 11  | Sergio Pérez     | Red Bull Racing-Honda RBPT   | 1:55.139  | 1:54.470  | 1:53.765  | 2           |
| 4                        | 44  | Lewis Hamilton   | Mercedes                     | 1:55.692  | 1:54.037  | 1:53.835  | 3           |
| 5                        | 4   | Lando Norris     | McLaren-Mercedes             | 1:55.582  | 1:54.358  | 1:53.981  | 4           |
| 6                        | 81  | Oscar Piastri    | McLaren-Mercedes             | 1:54.835  | 1:54.136  | 1:54.027  | 5           |
| 7                        | 63  | George Russell   | Mercedes                     | 1:55.353  | 1:54.095  | 1:54.184  | 6           |
| 8                        | 55  | Carlos Sainz Jr. | Ferrari                      | 1:55.169  | 1:54.112  | 1:54.477  | 7           |
| 9                        | 14  | Fernando Alonso  | Aston Martin Aramco-Mercedes | 1:55.489  | 1:54.258  | 1:54.765  | 8           |
| 10                       | 31  | Esteban Ocon     | Alpine-Renault               | 1:55.417  | 1:54.460  | 1:54.810  | 9           |
| 11                       | 23  | Alexander Albon  | Williams-Mercedes            | 1:55.722  | 1:54.473  | N/A       | 10          |
| 12                       | 10  | Pierre Gasly     | Alpine-Renault               | 1:54.911  | 1:54.635  | N/A       | 12          |
| 13                       | 3   | Daniel Ricciardo | RB-Honda RBPT                | 1:55.451  | 1:54.682  | N/A       | 13          |
| 14                       | 77  | Valtteri Bottas  | Kick Sauber-Ferrari          | 1:55.531  | 1:54.764  | N/A       | 14          |
| 15                       | 18  | Lance Stroll     | Aston Martin Aramco-Mercedes | 1:56.072  | 1:55.716  | N/A       | 15          |
| 16                       | 27  | Nico Hülkenberg  | Haas-Ferrari                 | 1:56.308  | N/A       | N/A       | 16          |
| 17                       | 20  | Kevin Magnussen  | Haas-Ferrari                 | 1:56.500  | N/A       | N/A       | 17          |
| 18                       | 22  | Yuki Tsunoda     | RB-Honda RBPT                | 1:56.593  | N/A       | N/A       | 202         |
| 19                       | 2   | Logan Sargeant   | Williams-Mercedes            | 1:57.230  | N/A       | N/A       | 18          |
| 20                       | 24  | Zhou Guanyu      | Kick Sauber-Ferrari          | 1:57.775  | N/A       | N/A       | 193         |
| 107 %-gränsen: 2:02.8734 |     |                  |                              |           |           |           |             |
| Källor:                  |     |                  |                              |           |           |           |             |

Noter
- ^1  – Max Verstappen fick tio platsers nedflyttning för att ha överskridit sin kvot av interna förbränningsmotorer (ICE).[6]
- ^2  – Yuki Tsunoda fick starta loppet längst bak för att ha överskridit sin kvot av power units.[6]
- ^3  – Zhou Guanyu fick tre platsers nedflyttning för att ha varit i vägen för Max Verstappen i Q1. Han tjänade en plats tack vare Yuki Tsunodas bestraffning.[6]
- ^4  – Då kvalet kördes på blöt bana så tillämpades inte 107 %-regeln.[7]

## Loppet
Loppet kördes den 28 juli 2024, klockan 15:00 lokal tid (UTC+2), och kördes över 44 varv. Efter loppet framkom det att George Russells bil underskred minimivikten. Russell som var först i mål diskvalificerades och segern gick istället till Lewis Hamilton.
| Pos.                                                                             | Nr. | Förare           | Konstruktör                  | Varv | Tid/Bröt     | Placering | Poäng |
| -------------------------------------------------------------------------------- | --- | ---------------- | ---------------------------- | ---- | ------------ | --------- | ----- |
| 1                                                                                | 44  | Lewis Hamilton   | Mercedes                     | 44   | 1:19:57.566  | 3         | 25    |
| 2                                                                                | 81  | Oscar Piastri    | McLaren-Mercedes             | 44   | +0.647       | 5         | 18    |
| 3                                                                                | 16  | Charles Leclerc  | Ferrari                      | 44   | +8.023       | 1         | 15    |
| 4                                                                                | 1   | Max Verstappen   | Red Bull Racing-Honda RBPT   | 44   | +8.700       | 11        | 12    |
| 5                                                                                | 4   | Lando Norris     | McLaren-Mercedes             | 44   | +9.324       | 4         | 10    |
| 6                                                                                | 55  | Carlos Sainz Jr. | Ferrari                      | 44   | +19.269      | 7         | 8     |
| 7                                                                                | 11  | Sergio Pérez     | Red Bull Racing-Honda RBPT   | 44   | +42.669      | 2         | 71    |
| 8                                                                                | 14  | Fernando Alonso  | Aston Martin Aramco-Mercedes | 44   | +49.437      | 8         | 4     |
| 9                                                                                | 31  | Esteban Ocon     | Alpine-Renault               | 44   | +52.026      | 9         | 2     |
| 10                                                                               | 3   | Daniel Ricciardo | RB-Honda RBPT                | 44   | +54.400      | 13        | 1     |
| 11                                                                               | 18  | Lance Stroll     | Aston Martin Aramco-Mercedes | 44   | +1:02.485    | 15        |       |
| 12                                                                               | 23  | Alexander Albon  | Williams-Mercedes            | 44   | +1:03.125    | 10        |       |
| 13                                                                               | 10  | Pierre Gasly     | Alpine-Renault               | 44   | +1:03.839    | 12        |       |
| 14                                                                               | 20  | Kevin Magnussen  | Haas-Ferrari                 | 44   | +1:06.105    | 17        |       |
| 15                                                                               | 77  | Valtteri Bottas  | Kick Sauber-Ferrari          | 44   | +1:10.112    | 14        |       |
| 16                                                                               | 22  | Yuki Tsunoda     | RB-Honda RBPT                | 44   | +1:16.211    | 20        |       |
| 17                                                                               | 2   | Logan Sargeant   | Williams-Mercedes            | 44   | +1:25.531    | 18        |       |
| 18                                                                               | 27  | Nico Hülkenberg  | Haas-Ferrari                 | 44   | +1:28.307    | 16        |       |
| DNF                                                                              | 24  | Zhou Guanyu      | Kick Sauber-Ferrari          | 5    | Hydraulik    | 19        |       |
| DSQ                                                                              | 63  | George Russell   | Mercedes                     | 44   | Bilens vikt2 | 6         |       |
| Snabbaste varvet: Sergio Pérez (Red Bull Racing-Honda RBPT) – 1:44.701 (varv 44) |     |                  |                              |      |              |           |       |
| Källor:                                                                          |     |                  |                              |      |              |           |       |

Notes
- ^1  – Inkluderar en extra poäng för snabbaste varv.[14]
- ^2  – George Russell korsade mållinjen först, men diskvalificerades då hans bil inte mötte minimivikten.[16]

## Ställning i mästerskapet efter loppet
| Pos.  | Förare            | Poäng |
| ----- | ----------------- | ----- |
| 1 ▬   | Max Verstappen    | 277   |
| 2 ▬   | Lando Norris      | 199   |
| 3 ▬   | Charles Leclerc   | 177   |
| 4 ▲ 1 | Oscar Piastri     | 167   |
| 5 ▼ 1 | Carlos Sainz, Jr. | 162   |

| Pos. | Konstruktör           | Poäng |
| ---- | --------------------- | ----- |
| 1 ▬  | Red Bull              | 408   |
| 2 ▬  | McLaren-Mercedes      | 366   |
| 3 ▬  | Ferrari               | 345   |
| 4 ▬  | Mercedes              | 266   |
| 5 ▬  | Aston Martin-Mercedes | 73    |

- Notering: Endast de fem bästa placeringarna i vardera mästerskap finns med på listorna.